# Smolucha bukowa

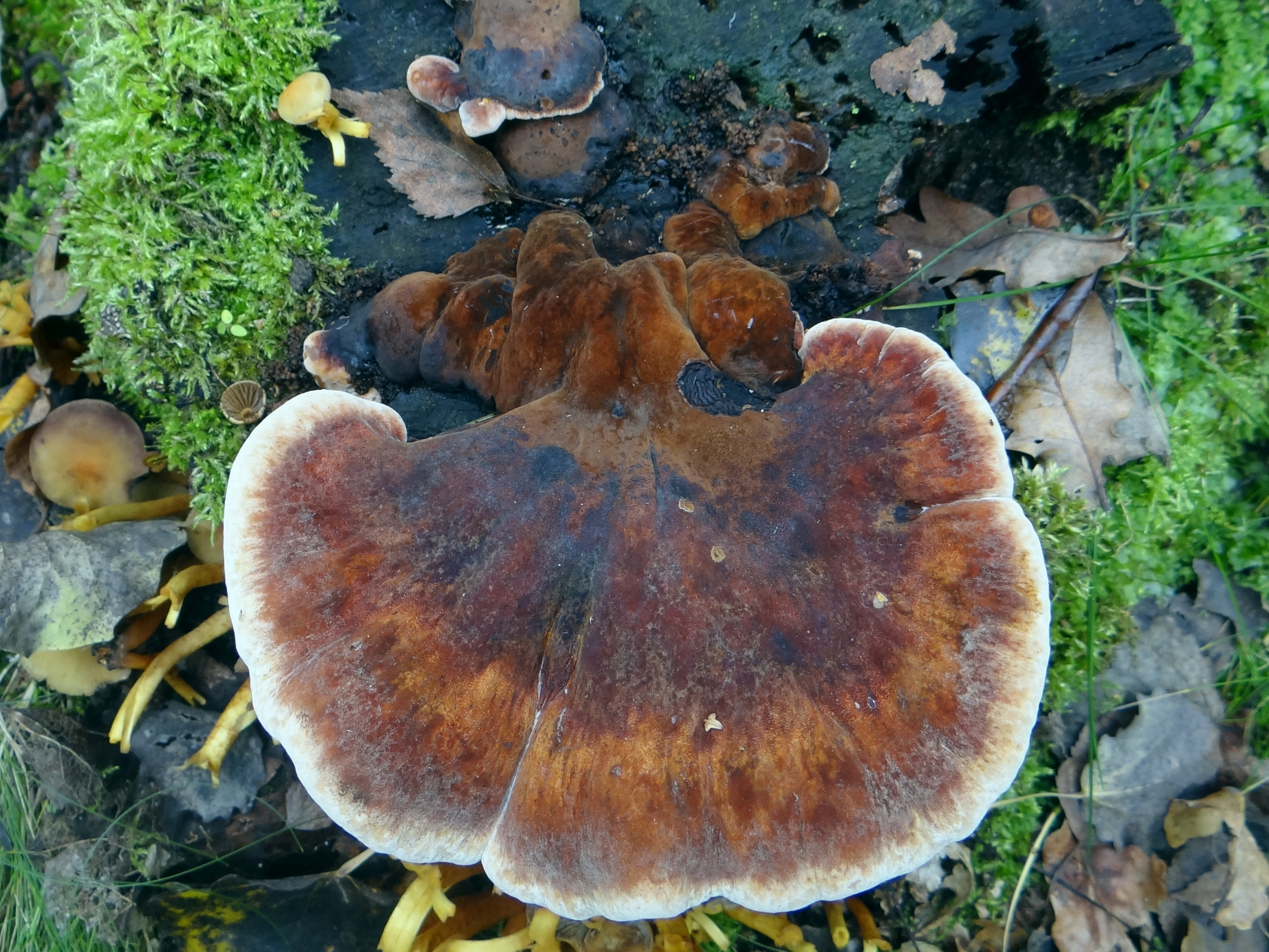
Pojedynczy owocnik

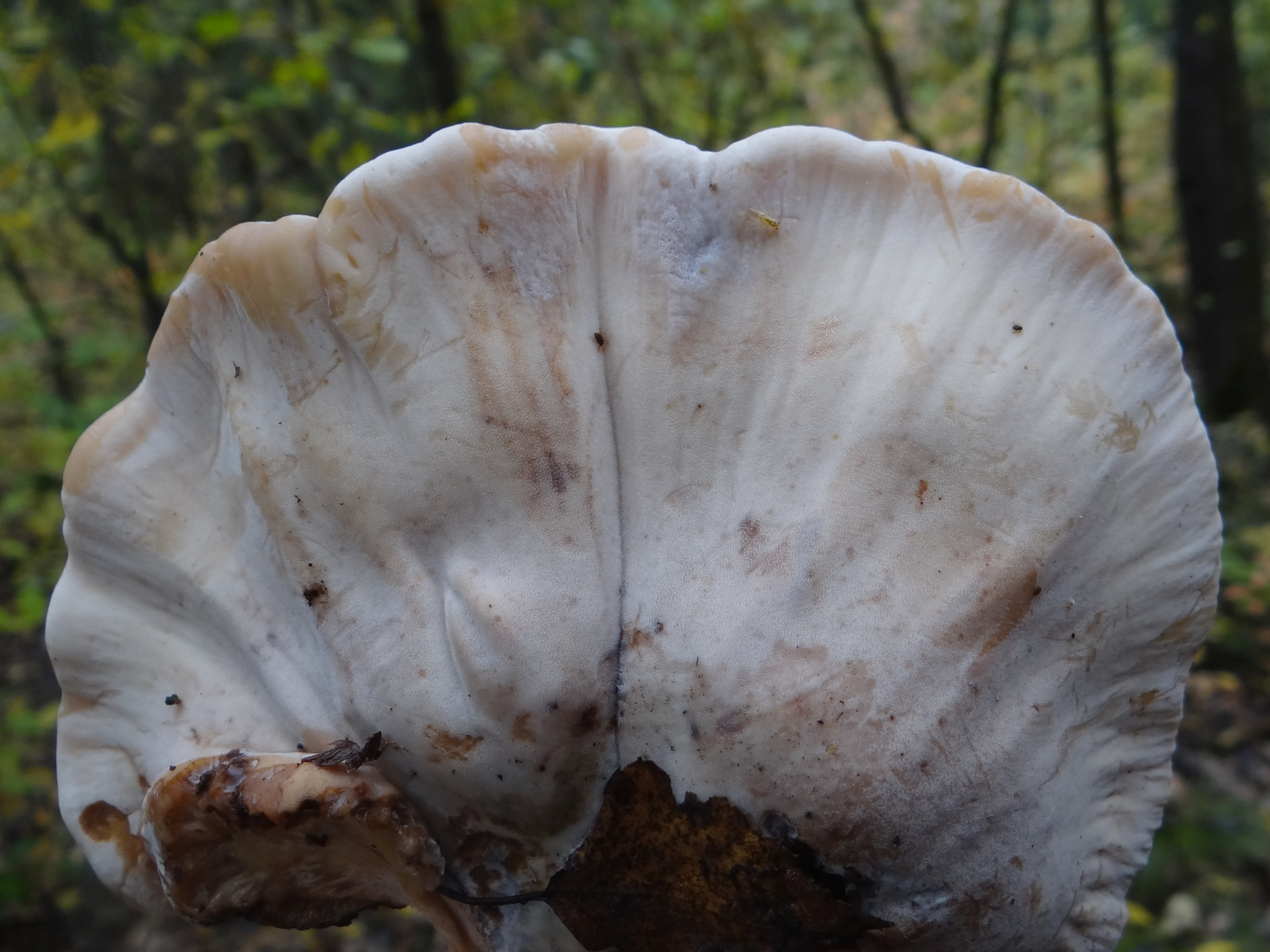
Hymenofor

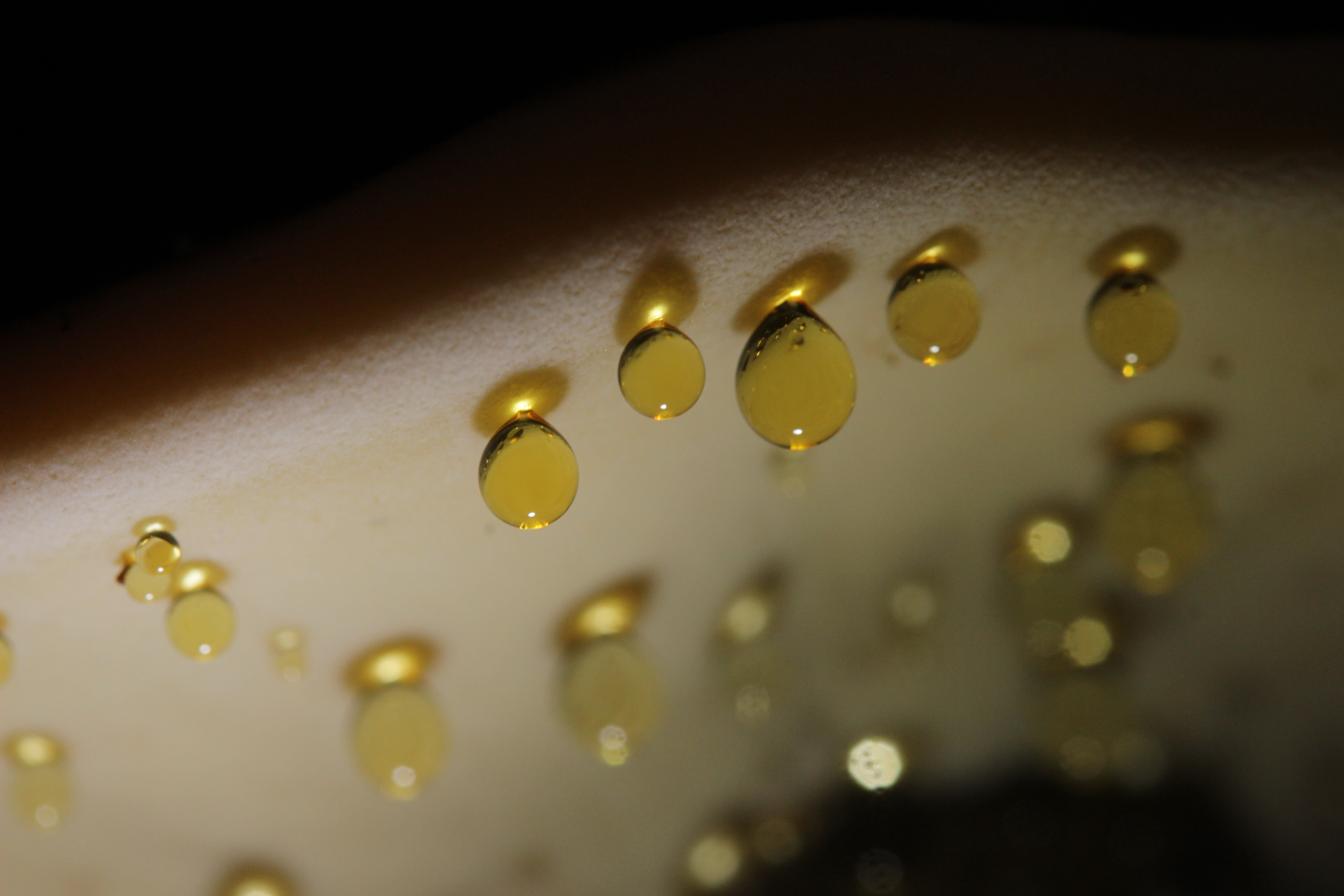
Krople wydzieliny na hymenoforze

Smolucha bukowa (Ischnoderma resinosum (Schrad.) P. Karst.) – gatunek grzybów z rodziny Ischnodermataceae.

## Systematyka i nazewnictwo
Pozycja w klasyfikacji według Index Fungorum: Ischnodermataceae, Polyporales, Incertae sedis, Agaricomycetes, Agaricomycotina, Basidiomycota, Fungi.
Po raz pierwszy takson ten zdiagnozował w 1794 r. Schrader nadając mu nazwę Boletus resinosus. Obecną, uznaną przez Index Fungorum nazwę nadał mu w 1879 r. Karsten, przenosząc go do rodzaju Ischnoderma.
Niektóre synonimy naukowe

- Boletus fuliginosus Scop. 1772
- Boletus resinosus Schrad. 1794
- Fomes fuliginosus (Scop.) Fr. 1885
- Fomes resinosus (Schrad.) Bigeard & H. Guill. 1913
- Fomitopsis resinosa (Schrad.) Rauschert 1990
- Ischnoderma fuliginosum (Scop.) Murrill 1904
- Ochroporus resinosus (Schrad.) J. Schröt. 1888
- Placodes resinosus (Schrad.) Quél. 1886
- Polyporus fuliginosus (Scop.) Fr. 1838
- Polyporus resinosus (Schrad.) Fr. 1821
- Ungulina fuliginosa (Scop.) Pat. 1900

Łacińska nazwa ischnoderma oznacza zwiędły lub pomarszczona skóra, resinosum znaczy żywiczny. Polską nazwę nadali Barbara Gumińska i Władysław Wojewoda w 1983 r., wcześniej gatunek ten opisywany był w polskim piśmiennictwie mykologicznym pod nazwą huba żywicowata.

## Morfologia
Owocnik
Jednoroczna huba do podłoża przyrastająca bokiem.. Pojedynczy owocnik ma kształt konsolowaty lub półkolisty, szerokość 6–15(30) cm i grubość 1–2(3) cm. Brzeg jest gruby, zaokrąglony i jaśniejszej barwy. Powierzchnia górna młodych owocników filcowata, starszych naga, z lekkim połyskiem. Ma barwę od rdzaworudej przez czerwonobrunatną do czarnobrązowej. Starsze owocniki są ciemniejsze. Często hymenofor wydziela ciemne krople. Pod skórką znajduje się cienka żywiczna warstwa rdzawego koloru.
Hymenofor
Wykształca się dopiero w końcowej fazie rozwoju owocnika. Rurki mają długość 10–15 mm, ich pory są drobne (0,15–0,25 mm średnicy), o barwie od białej do ochrowej. Po uciśnięciu zmieniają barwę na czerwonobrązową.
Miąższ
Soczysty, mięsisto-włóknisty, kilka razy grubszy od warstwy rurek. Po wysuszeniu staje się korkowaty i kruchy.
Cechy mikroskopowe
System strzępkowy dimityczny. Strzępki generatywne ze sprzążkaami. W skórce kapelusza o brązowych i bardzo grubych ścianach, z kilkoma rozproszonymi sprzążkami, średnio rozgałęzione, o szerokości 4–10 μm. Strzępki generatywne w kontekście przeważnie bezbarwne i w środku rozszerzone do 12 μm. Strzępki generatywne w subhymenium o lekko zgęstniałych ścianach szerokości 3–5 μm. Strzępki szkieletowe w kontekście częściowo splątane z generatywnymi, proste lub lekko faliste, bardzo grubościenne, bez odgałęzień, o średnicy 3–10 μm. Strzępki w tramie proste, grubościenne, w dojrzałym owocniku nieco żółtawe, o średnicy 3–10 μm. Podstawki zgrubiałe, 4–sterygmowe, o rozmiarach 12–18 × 4–6 μm, ze sprzążką w podstawie. Zarodniki cylindryczne, bezbarwne, cienkościenne, nieamyloidalne, o rozmiarach 1,5–2 × 5–7 μm.

## Występowanie i siedlisko
Występuje w Ameryce Północnej oraz Europie. W Ameryce Północnej jest szeroko rozprzestrzeniony i dość częsty. W Europie jest szeroko rozprzestrzeniony, występuje na obszarze od Hiszpanii do Rosji, ale częściej w południowej części. W Europie Północnej jest rzadki, w Szwecji znany tylko z jednego stanowiska, podobnie w Danii. W Polsce gatunek rzadki. Znajduje się na Czerwonej liście roślin i grzybów Polski. Ma status V – gatunek narażony na wymarcie. Znajduje się na listach gatunków zagrożonych także w Austrii, Niemczech, Danii, Szwecji, Słowacji.
Rozwija się na pniach i pniakach martwych drzew liściastych, najczęściej na buku i klonie jaworze, rzadziej na innych gatunkach drzew liściastych; grab, lipa, jarzębina, jabłoń i brzoza. Owocniki pojawiają się od sierpnia do października.

## Znaczenie
Saprotrof wywołujący białą zgniliznę drewna. Gnijące drewno jest żółtawe i wydziela silny zapach anyżu. Grzyb niejadalny.

## Gatunki podobne
- smolucha świerkowa (Ischnoderma benzoinum). Występuje na drewnie drzew iglastych, szczególnie na świerku i sośnie. Ma owocniki cieńsze i ciemniejsze[8].